# Saint-Martin-le-Gréard
Pour les articles homonymes, voir Saint-Martin.
Saint-Martin-le-Gréard est une commune française, située dans le département de la Manche en région Normandie, peuplée de 618 habitants.

## Géographie
Peuplée de 618 habitants pour une superficie de 288 hectares, la commune est un peu excentrée au nord-ouest de la péninsule du Cotentin. Son bourg est à 12 km au sud de Cherbourg, à 14 km à l'est des Pieux, à 14 km au nord de Bricquebec et à 15 km au nord-ouest de Valognes.
Le point culminant (126 m) se situe au nord-ouest, près du lieu-dit la Haute Lande. Le point le plus bas (59 / 62 m) correspond à la sortie de la Douve du territoire, au sud-est. La commune est bocagère.
Traversée par la départementale no 56, Saint-Martin-le-Gréard est bordée par cinq communes : Hardinvast, Tollevast, Brix, Breuville et Couville. Saint-Martin-le-Gréard est composée de cinq villages principaux, le Bourg, le Bauché, les Calais, les Roumy et l'Écluse. On lui attribue huit hameaux, le hameau Lecarpentier, les Liais, l'Oraille, le Palais, les Martins, la Mare Vernier, la Haute Lande, et les Patous.
| Hardinvast, Couville | Hardinvast             | Hardinvast, Tollevast |
| Couville             | Saint-Martin-le-Gréard | Brix                  |
| Breuville            | Breuville              | Breuville             |

### Hydrographie
La commune est située dans le bassin Seine-Normandie. Elle est drainée par la Douve et un autre petit cours d'eau,.
La Douve, d'une longueur de 79 km, prend sa source dans la commune de Tollevast et se jette  dans la baie de Seine à Carentan-les-Marais, après avoir traversé 28 communes. 

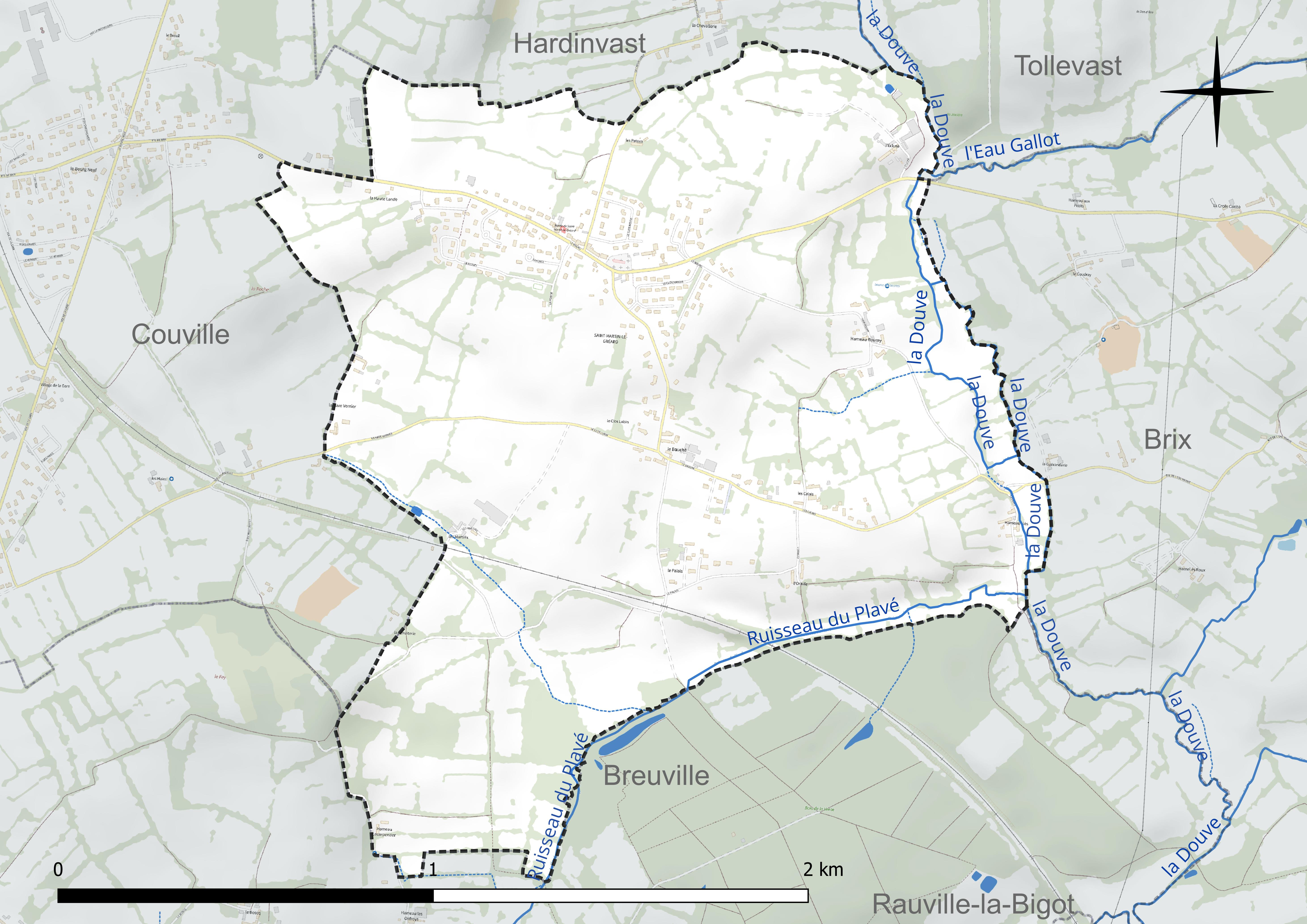
Réseau hydrographique de Saint-Martin-le-Gréard.

### Climat
Pour des articles plus généraux, voir Climat de la Normandie et Climat de la Manche.
En 2010, le climat de la commune est de type climat océanique franc, selon une étude du CNRS s'appuyant sur une série de données couvrant la période 1971-2000. En 2020, Météo-France publie une typologie des climats de la France métropolitaine dans laquelle la commune est exposée à un climat océanique et est dans la région climatique  Normandie (Cotentin, Orne), caractérisée par une pluviométrie relativement élevée (850 mm/a) et un été frais (15,5 °C) et venté. Parallèlement le GIEC normand, un groupe régional d’experts sur le climat, différencie quant à lui, dans une étude de 2020, trois grands types de climats pour la région Normandie, nuancés à une échelle plus fine par les facteurs géographiques locaux. La commune est, selon ce zonage, exposée à un « climat maritime », correspondant au Cotentin et à l'ouest du département de la Manche, frais, humide et pluvieux, où les contrastes pluviométrique et thermique sont parfois très prononcés en quelques kilomètres quand le relief est marqué.
Pour la période 1971-2000, la température annuelle moyenne est de 10,7 °C, avec une amplitude thermique annuelle de 11,2 °C. Le cumul annuel moyen de précipitations est de 997 mm, avec 15,3 jours de précipitations en janvier et 8 jours en juillet. Pour la période 1991-2020, la température moyenne annuelle observée sur la station météorologique la plus proche, située sur la commune de Cherbourg-en-Cotentin à 9 km à vol d'oiseau, est de 12,1 °C et le cumul annuel moyen de précipitations est de 963,9 mm,. Pour l'avenir, les paramètres climatiques de la commune estimés pour 2050 selon différents scénarios d’émission de gaz à effet de serre sont consultables sur un site dédié publié par Météo-France en novembre 2022.

## Urbanisme

### Typologie
Au 1er janvier 2024, Saint-Martin-le-Gréard est catégorisée commune rurale à habitat dispersé, selon la nouvelle grille communale de densité à sept niveaux définie par l'Insee en 2022.
Elle est située hors unité urbaine. Par ailleurs la commune fait partie de l'aire d'attraction de Cherbourg-en-Cotentin, dont elle est une commune de la couronne,. Cette aire, qui regroupe 77 communes, est catégorisée dans les aires de 50 000 à moins de 200 000 habitants,.

### Occupation des sols
L'occupation des sols de la commune, telle qu'elle ressort de la base de données européenne d’occupation biophysique des sols Corine Land Cover (CLC), est marquée par l'importance des territoires agricoles (83,7 % en 2018), en diminution par rapport à 1990 (96,8 %). La répartition détaillée en 2018 est la suivante : prairies (78,4 %), zones urbanisées (13,8 %), zones agricoles hétérogènes (4,1 %), forêts (2,6 %), terres arables (1,2 %). L'évolution de l’occupation des sols de la commune et de ses infrastructures peut être observée sur les différentes représentations cartographiques du territoire : la carte de Cassini (XVIIIe siècle), la carte d'état-major (1820-1866) et les cartes ou photos aériennes de l'IGN pour la période actuelle (1950 à aujourd'hui).

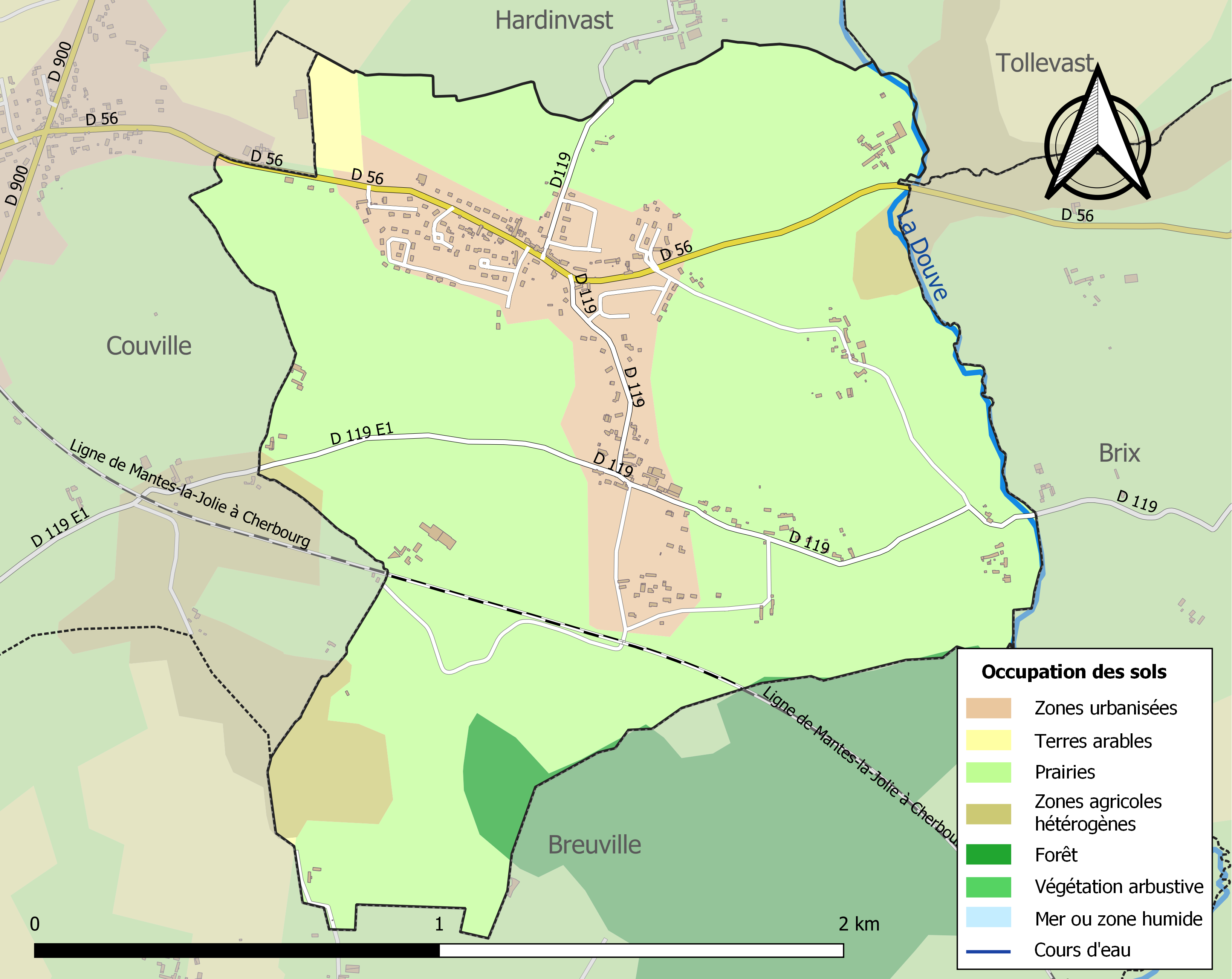
Carte des infrastructures et de l'occupation des sols de la commune en 2018 (CLC).

## Toponymie
Le nom de la localité est attesté sous les formes Sannctus Martinus vers 1000, Sanctus Martinus le Girart vers 1150,, Sancti Martini le Guérart en 1280, Saint Martin de Guérart en 1321, Saint Martin de Gréard en 1398, Saint Martin de Gréart en 1410, pour devenir Saint Martin le Gréard.
Saint-Martin est un hagiotoponyme qui fait référence à  à Martin de Tours, la paroisse lui est dédiée.
Gréard est un patronyme typique du Cotentin, forme contractée de l'ancien prénom Guérard (forme normanno-picarde de Gérard), tout comme Grard (cf. Gratot, Guerartot XIIe siècle et les Graville).

### Micro-toponymie
Le hameau de l'Écluse n'est pas situé sur la Douve comme on pourrait s'y attendre. D'ailleurs, pour Jean Adigard des Gautries, malgré les réticences de certains, il s'agit d'une altération de *Coléglise / *Coliglise (Colecclesia vers 1000), c'est-à-dire une chapelle bâtie ou sur la propriété d'un certain Koli ou Kolr, anthroponyme scandinave tout comme Arnketill dans Arthéglise ou Búi dans Buglise (Seine-Maritime, Buiglise XIe siècle). Il est situé à 3,5 km de Couville. Ce dernier est mentionné comme Kalvilla dans le même texte : Kalvilla.....Colecclesia [?] vers l'an mille et pourrait devoir son altération en *Colvilla pour cette raison.
Le gentilé est Saint-Martinais.

## Histoire

### Les origines
Saint-Martin-le-Gréard dépendait de la baronnie de Brix. L'église fut donnée à l'abbaye de Saint-Sauveur-le-Vicomte en 1114 par Adam de Bueys, baron de Brix.

## Politique et administration
| Période                                  | Période   | Identité        | Étiquette | Qualité                         |
| ---------------------------------------- | --------- | --------------- | --------- | ------------------------------- |
| 1945                                     | 1953      | Auguste Hamel   |           |                                 |
| 1953                                     | 1959      | Charles Poisson |           |                                 |
| 1959                                     | 1977      | Henri Pesnel    |           |                                 |
| 1977                                     | mars 2001 | Pierre Brad     | SE        |                                 |
| mars 2001                                | mai 2020  | Philippe Lamort | SE        | Technicien EDF                  |
| mai 2020                                 | En cours  | Nicolas Dubost  | SE        | Responsable technico-commercial |
| Les données manquantes sont à compléter. |           |                 |           |                                 |

Le conseil municipal est composé de onze membres dont le maire et trois adjoints.

## Démographie
L'évolution du nombre d'habitants est connue à travers les recensements de la population effectués dans la commune depuis 1793. Pour les communes de moins de 10 000 habitants, une enquête de recensement portant sur toute la population est réalisée tous les cinq ans, les populations de référence des années intermédiaires étant quant à elles estimées par interpolation ou extrapolation. Pour la commune, le premier recensement exhaustif entrant dans le cadre du nouveau dispositif a été réalisé en 2004.
En 2022, la commune comptait 618 habitants, en évolution de +26,38 % par rapport à 2016 (Manche : −0,31 %, France hors Mayotte : +2,11 %).
Saint-Martin-le-Gréard est la commune la moins peuplée du canton de Cherbourg-Octeville-Sud-Ouest.
| 1793 | 1800 | 1806 | 1821 | 1831 | 1836 | 1841 | 1846 | 1851 |
| ---- | ---- | ---- | ---- | ---- | ---- | ---- | ---- | ---- |
| 212  | 210  | 264  | 319  | 314  | 282  | 301  | 269  | 251  |

| 1856 | 1861 | 1866 | 1872 | 1876 | 1881 | 1886 | 1891 | 1896 |
| ---- | ---- | ---- | ---- | ---- | ---- | ---- | ---- | ---- |
| 235  | 227  | 237  | 235  | 218  | 260  | 219  | 204  | 205  |

| 1901 | 1906 | 1911 | 1921 | 1926 | 1931 | 1936 | 1946 | 1954 |
| ---- | ---- | ---- | ---- | ---- | ---- | ---- | ---- | ---- |
| 179  | 197  | 202  | 186  | 182  | 168  | 167  | 180  | 167  |

| 1962 | 1968 | 1975 | 1982 | 1990 | 1999 | 2004 | 2006 | 2009 |
| ---- | ---- | ---- | ---- | ---- | ---- | ---- | ---- | ---- |
| 166  | 153  | 153  | 208  | 216  | 264  | 316  | 350  | 418  |

| 2014 | 2019 | 2022 | - | - | - | - | - | - |
| ---- | ---- | ---- | - | - | - | - | - | - |
| 490  | 567  | 618  | - | - | - | - | - | - |

## Lieux et monuments

### L’église Saint-Martin
Les habitants décidèrent de faire bâtir une petite chapelle, et de prendre pour saint patron saint Martin. L’église, avec au-dessus du portail un bas-relief de saint martin à cheval du XIXe, fut construite en trois étapes, les premières fondations remontent au XIIe siècle. L'abbé Adam, prêtre de Sottevast fut chargé d’agrandir cette chapelle. Quelques années plus tard, l'abbé Lepigeon, prêtre de Colomby, avec ses habitants, élargirent le chœur et bâtirent une nouvelle sacristie. Cette petite église possède des biens importants, un presbytère avec dix hectares de terre, et un titre de succursale. Pendant la Révolution, en 1791, le bâtiment et les champs furent vendus à l’enchère, à un des habitants, M. Voisin. Actuellement, on peut voir la statue de saint Martin, à gauche du maître-autel provenant de l'église de Bricquebec, et daté entre le XVIIe siècle et Premier Empire. La tour construite en pierre de Couville date de 1875. Une statue en pierre calcaire polychrome du XVIe, en l'honneur de saint Fiacre. À droite, un autel orné de la Donation du Rosaire, bois peint et doré en partie du XIVe et XVIIe siècles. L'édifice abrite également un ciboire du XVIIIe classé au titre objet aux monuments historiques, ainsi qu'un lutrin du XIXe.
Les vitraux datés du XXe ont remplacé ceux détruits lors de la Seconde Guerre mondiale. Dans le cimetière qui entoure l’église, on peut voir une croix de cimetière du XVIIe, ainsi que des pierres tombales des XVIe et XVIIe siècles, à gauche de l'allée centrale. L'église est aujourd'hui rattachée à la nouvelle paroisse Sainte-Bernadette du doyenné de Cherbourg-Hague.

### Autres lieux
Au hameau de l'Écluse, une ferme garde encore les restes d'une demeure du XVIe siècle. Cette ancienne sergenterie dépendant de la baronnie de La Luthumière à Brix, berceau des rois d'Écosse. Actuellement, il reste un puits, des fenêtres à meneaux, une porte à accolade, une vaste cheminée, un écu lisse.
Vers le hameau Roumy, sur la pente de la vallée de l'Ouve (la Douve), une source modeste porte le nom original et poétique de source des secrets. Mais nul dit l'origine de ce nom romanesque. C'est une autre source appelée la Delle, nom probablement d'origine germanique pré-scandinave, signifiant « pièce de terre » que l'on peut voir au hameau Palais. Il est probable qu'il y ait en cet endroit, quelques vestiges de présence ancienne, du moins médiévale.
Au hameau Bauché se dresse une croix de chemin datée du XVIIe siècle.